# Sheree Domingo
Sheree Domingo (bürgerlicher Name Sheree Annabelle Betz, * 1989 in Böblingen, Baden-Württemberg) ist eine deutsche Zeichnerin und Autorin von Comics. Während ihre Graphic Novel Ferngespräch sich mit dem Schicksal ihrer aus den Philippinen nach  Deutschland eingewanderten Mutter auseinandersetzt, hat Domingo darüber hinaus auch Sachcomics veröffentlicht.

## Leben
Sheree Domingo ist die Tochter einer philippinischen Krankenschwester, die 1982 nach Deutschland kam und eines Deutschen. Nach dem Abitur auf dem Wirtschaftsgymnasium Böblingen studierte sie Comic und Illustration an der Kunsthochschule Kassel und schloss das Studium 2015 mit dem Master als Meisterschülerin von Hendrik Dorgathen ab. Ein Auslandssemester verbrachte sie im Rahmen des Erasmus-Programms an der LUCA School of Arts in Brüssel.
2017 absolvierte sie einen Artist-In-Residence-Aufenthalt bei Kitokia Grafika mit einer anschließenden Ausstellung im Botanischen Garten in Kaunas. 2019 folgte ein Artist-in-Residence-Aufenthalt im Salzamt von Linz mit der anschließenden Ausstellung beim Nextcomic-Festival Linz, die von Gottfried Gusenbauer kuratiert wurde.
Seit 2019 arbeitet Sheree Domingo freischaffend als Zeichnerin in Berlin. Sie war u. a. am preisgekrönten Energy Transition Coloring Book („Energiewende-Malbuch“) beteiligt sowie bei Abgefahren! Die Infografische Novelle zur Verkehrswende der Organisation Agora Verkehrswende, beides wurde von Ellery Studio herausgegeben. Sie zeichnete den Comic Unter anderen Umständen für das Projekt „Zukunft Mensch“ des Museums für Naturkunde Berlin und der Universität Tübingen, das sich mit Genmanipulation und der neuen gentechnischen Methode CRISPR befasst und das 2021 den Tübinger Nachwuchspreis für Wissenschaftskommunikation gewann. Zum selben Thema zeichnete sie einen Beitrag für die Ausstellung „Von Genen und Menschen. Wer wir sind und werden könnten“ des Deutschen Hygienemuseums in Dresden.

## Werk
Mit der Comic-Geschichte Wie im Paradies gehörte sie 2016 zu den neun Finalisten für den Comicbuchpreis der Berthold Leibinger Stiftung. Die Graphic Novel erschien 2019 unter dem Titel Ferngespräch im Schweizer Comicverlag Edition Moderne. Sheree Domingo erhielt dafür 2021 den Grimmelshausen-Förderpreis für Literatur.
Die Graphic Novel handelt von ihrer Mutter, die von den Philippinen nach Deutschland ging, um als Altenpflegerin zu arbeiten und dafür ihre Angehörigen zurückließ. Es ist dennoch kein bis ins Detail autobiografischer Comic. Aus der Perspektive der zehnjährigen Erzählerin macht Sheree Domingo in Aquarell-Farben mit viel grellem Gelb ihre Erinnerung an einen „Jahrhundertsommer“ auf den Philippinen und das Leben und Sterben im deutschen Altersheim sichtbar. Das „Ferngespräch“, das dem Buch den Namen gibt, führt das Mädchen mit ihrer Großmutter, die auf den Philippinen im Sterben liegt. Sheree Domingo schaffe es „entlang der Geschichte zweier sehr unterschiedlicher Figuren feinfühlig und berührend zwei so große Themen wie Migration und Pflege ineinanderzuflechten“, schrieb Oliver Stenzel. Im Comic-Blog der Frankfurter Allgemeinen Zeitung besprach Andreas Platthaus das Buch: „In einer winzigen Konstellation wird hier die ganze Welt erzählt, weil Armut, Migration, Geschlecht und Alter die bestimmenden Faktoren für das ganze Geschehen sind. Und das in einer grenz-, ja kontinenteübergreifenden Handlung. Aber Sheree Domingo moralisiert nie, sie lässt uns unsere eigenen Schlüsse auf der Grundlage knapp umrissener und desto interessanterer Schicksale ziehen. Das ist eine große Leistung für ein Comicdebüt.“
Der Comic Madame Choi und die Monster mit Texten von Patrick Spät und Zeichnungen von Sheree Domingo erzählt die wahre Liebesgeschichte eines südkoreanischen Filmstars und ihres Ex-Mannes, ein Regisseur, die nach Nordkorea entführt und gezwungen werden für das Regime Filme zu drehen, darunter der Monsterfilm Pulgasari. Das Buch wurde mit dem mit 20.000 Euro dotierten Comicbuchpreis der Berthold Leibinger Stiftung 2022 ausgezeichnet, der jährlich noch nicht veröffentlichte Comicprojekte prämiert. Der Comic erschien im Oktober 2022 beim Verlag Edition Moderne.

## Veröffentlichungen
- Ferngespräch (Graphic Novel), Edition Moderne, Zürich 2019, ISBN 978-3-03731-191-2.
- In anderen Umständen. Geschichten vom Eingriff ins Erbgut, partizipativer Comic, Projekt mit Julia Diekämper und Robert Ranisch, Naturkundemuseum Berlin 2020, doi:10.7479/hdsm-nr62.
- Madame Choi und die Monster (Graphic Novel), zusammen mit dem Szenaristen Patrick Spät, Edition Moderne, Zürich 2022, ISBN 978-3-03731-237-7.

## Ausstellungen (Beteiligungen)
- 2019: Nextcomic-Festival Linz
- 2021 bis 2022: Vorbilder*innen. Feminismus in Comic und Illustration, Wanderausstellung  des Internationalen Comic-Salons Erlangen mit insgesamt 30 Künstlerinnen.[17]

## Auszeichnungen
- 2016: Finalistin beim Comicbuchpreis der Berthold Leibinger Stiftung mit der Graphic Novel Wie im Paradies[18]
- 2021: Grimmelshausen-Förderpreis für die Graphic Novel Ferngespräch[19]
- 2022: Preisträgerin Comicbuchpreis der Berthold Leibinger Stiftung zusammen mit Patrick Spät für Madame Choi und die Monster[20][21]
- 2023: Preisträgerin des Förderpreises der Internationalen Bodenseekonferenz in der Sparte Comic